# Erateina artemis
Erateina artemis är en fjärilsart som beskrevs av Druce 1892. Erateina artemis ingår i släktet Erateina och familjen mätare. Inga underarter finns listade i Catalogue of Life.